# Halyna Kruk

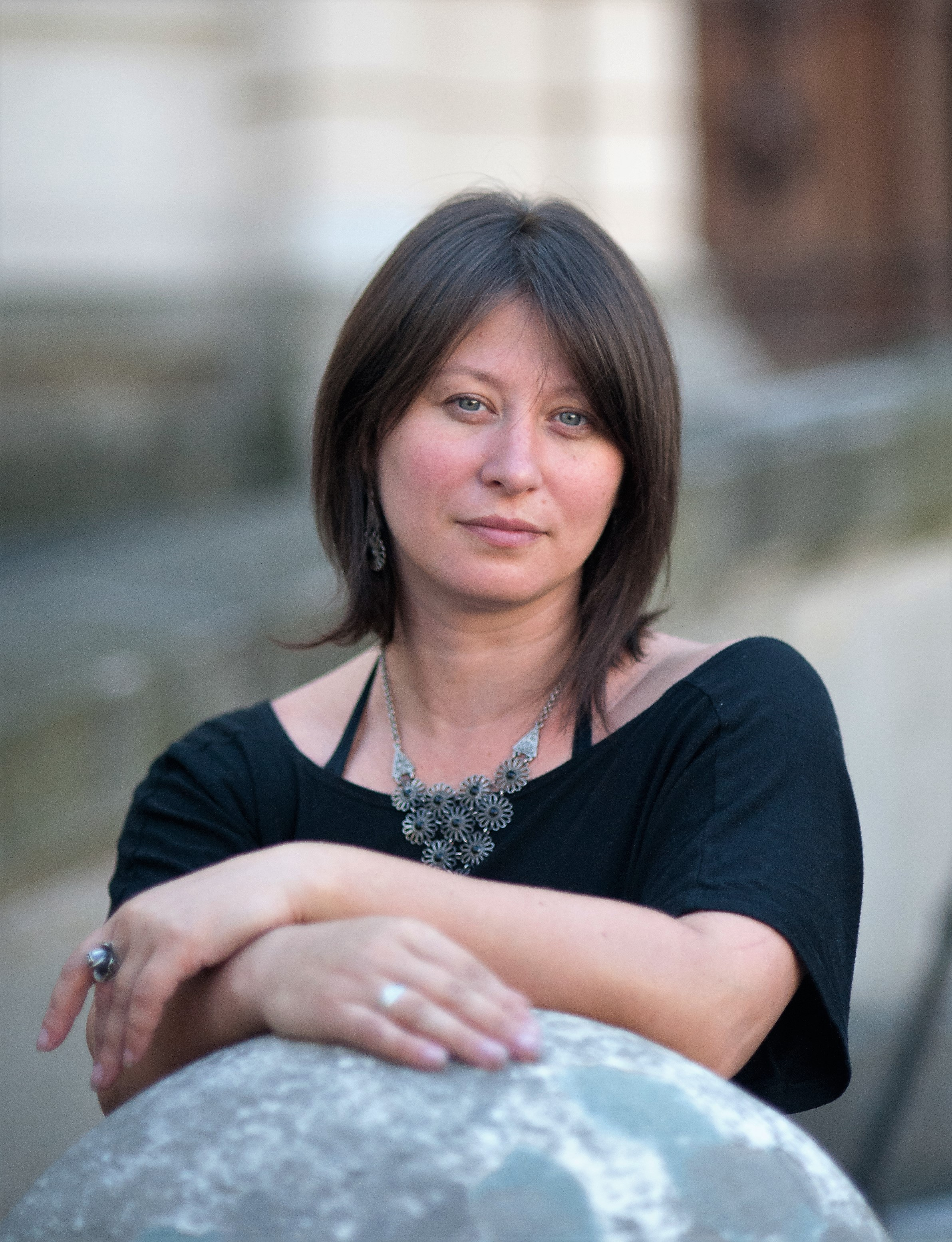
Halyna Kruk 2014

Halyna Hryhoriwna Kruk (ukrainisch Галина Григорівна Крук; geboren am 30. November 1974 in Lwiw, Ukrainische SSR) ist eine ukrainische Schriftstellerin, Übersetzerin und Hochschullehrerin.

## Leben
Kruk wuchs in Lwiw, dem früheren Lemberg, auf und studierte an der dortigen Universität ukrainische Literatur. Im Jahre 2001 erwarb sie einen Doktorgrad. Seitdem arbeitet sie als Hochschullehrerin für ukrainische Literatur.
Ihr literarisches Debüt war im Jahre 1997 mit dem Gedichtband „Мандри у пошуках дому“ (Wanderung auf der Suche nach einem Haus). Neben ihrer Tätigkeit als Lyrikerin verfasst sie auch Kinderbücher, diese wurden in mehr als 15 Sprachen übersetzt. Außerdem übersetzt sie Literatur aus dem Polnischen ins Ukrainische.
Kruk wurde mit zahlreichen Literaturpreisen ausgezeichnet.

## Werke
Gedichte:
- Мандри у пошуках дому (Wanderung auf der Suche nach einem Haus), 1997
- Сліди на піску (Spuren im Sand), 1997
- Обличчя поза світлиною (Gesicht außerhalb des Fotowinkels), 2005
- Спів/існування (Gesang/Existenz), 2013
- Хто завгодно, тільки не я (Jeder außer mir), 2021
- A Crash Course in Molotov Cocktails. Poems translated from the Ukrainian by Amelia M. Glaser & Yuliya Ilchuk. Arrowsmith Press 2023

Essays in Sammelbänden:
- Kati Brunner, Marjana Sawka, Sofia Onufriv (Hg.): Skype Mama. Edition.fotoTAPETA, Berlin 2013, ISBN 978-3940524232
- Solidarität auf dem Majdan – und dann? In: Claudia Dathe, Andreas Rostek (Hg.): MAJDAN!: Ukraine, Europa.  Edition.fotoTAPETA, Berlin 2014, ISBN 978-3940524287
- Der Krieg ist keine Metapher. In: Aleksandra Konarzewska, Schamma Schahadat, Nina Weller (Hg.): „ALLES IST TEURER ALS UKRAINISCHES LEBEN“: Texte über Westsplaining und den Krieg. Edition.fotoTAPETA, Berlin 2023, ISBN  978-3949262296